# 3614 Tumilty
3614 Tumilty (1983 AE1) là một tiểu hành tinh vành đai chính được phát hiện ngày 12 tháng 1 năm 1983 bởi N. G. Thomas ở Flagstaff (AM).